# Beatriz de Bourbon
Beatriz de Bourbon (Pau, 21 de março de 1874 – Lucca, 1 de novembro de 1961), infanta de Espanha, foi filha de Carlos, Duque de Madrid e Margarida de Bourbon-Parma, foi princesa de Roviano e duquesa de Antico-Corrado pelo seu casamento com Fabricio Massimo.

## Biografia

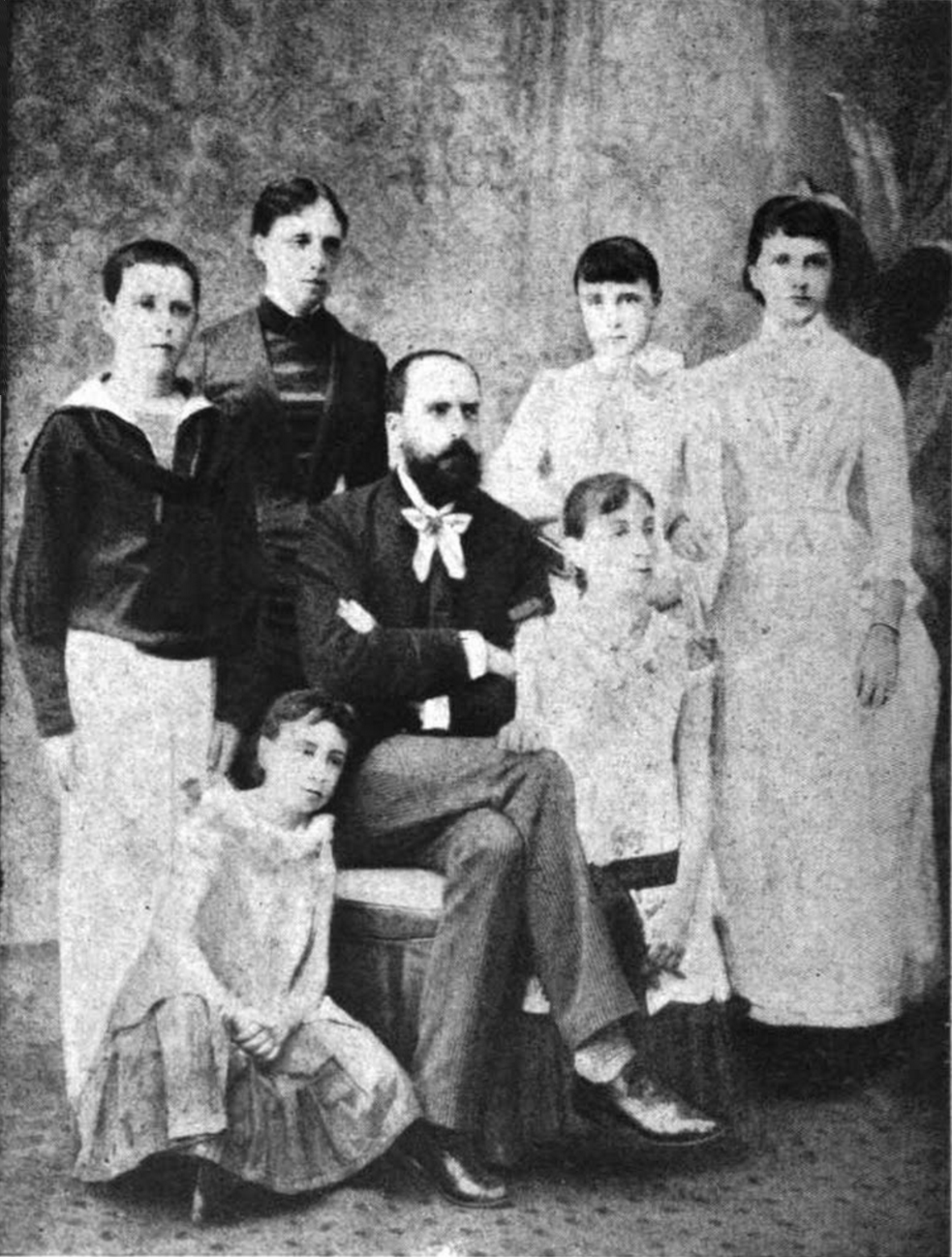
Beatriz junto a sua família (1886).

Recebeu os nomes de Maria Beatriz Teresa Carlota, tendo como padrinhos seus bisavós maternos, o duque Carlos II de Parma e sua esposa Maria Teresa de Saboia.
Foi educada no convento das Damas Salesianas de Zangberg, na Baviera. Em 29 de janeiro de 1893, sua mãe morreu no Tenuta Reale de Viareggio; Após um ano de luto, em 28 de abril de 1894, seu pai se casou em segundas núpcias com a princesa Maria Berta de Rohan.

## Casamento
Em 3 de janeiro de 1897 se anunciou o seu compromisso com o primo, o príncipe italiano Fabricio Massimo, descendente morganático da duquesa de Berry.
Em 27 de janeiro de 1897 contraiu matrimônio em Veneza, sendo o patriarca desta cidade, o cardeal Sarto, que abençoou sua união.; Somente dois meses depois de seu matrimônio, em 26 de abril de 1897, o mesmo cardeal casaria sua irmã Alice com o príncipe Frederico de Schönburg-Waldenburg.
Depois da boda o casal residiu na Itália, entre o Palácio Massimo alle Colonne e o Castelo de Roviano. Desta união nasceram: 
- Margarita Massimo (1898-?)
- Fabiola Massimo (1900-1983)
- María de las Nieves Massimo (1902-1984)
- Blanca Massimo (1906-1999)

## Tentativa de Suicídio
Em 5 de maio de 1902, após uma discussão com o marido, ela tenta se suicidar lançando-se no rio Tibre, é resgatada pela guarda municipal romana, que veio graças aos gritos de uma idosa que testemunhou a cena; a princesa é levada ao Hospital do Espírito Santo, onde recebem os primeiros socorros; Depois de dar uma declaração do que aconteceu, ela foi levada para o Palácio Massimo alle Colonne.
Beatriz morreu em Lucca em 1 de novembro de 1961, seu corpo foi transferido para a Capela de Tenuta Reale, em Viareggio.